# 12月2日
12月2日是公历一年中的第336天（闰年第337天），离全年结束还有29天。

## 大事记

### 19世紀前
- 1244年：依諾增爵四世前往里昂參與第一次里昂公會議[1]。
- 1409年：萊比錫大學成立。
- 1697年：克里斯托弗·雷恩爵士將受到倫敦大火損毀的圣保罗座堂修復完成[2]。
- 1763年：美國第一座猶太人教堂—圖羅猶太會堂於羅德島州纽波特落成[3]。

### 19世紀
- 1804年：拿破崙·波拿巴於巴黎聖母院自我加冕為法蘭西皇帝。
- 1805年：拿破崙一世率領的法軍在奧斯特里茲戰役中決定性的擊敗了反法同盟，第三次反法同盟瓦解。
- 1823年：美國總統詹姆斯·門羅於国情咨文提出「門羅主義」，反對歐洲列強殖民美洲及干涉美洲事務。
- 1848年：弗朗茨·約瑟夫一世成為奧地利皇帝。
- 1852年：路易·拿破崙在改組法蘭西第二共和國為第二帝國後，宣布加冕成為法國人的皇帝。
- 1865年：阿拉巴马州通过美国宪法第十三条修正案，于州内废除奴隶制。
- 1869年：美国西海岸的城市西雅圖成立。

### 20世紀
- 1901年：美国实业企业家金·坎普·吉列为其发明的可换刀片式刮胡刀申请专利[來源請求]。
- 1908年：年僅3歲的溥儀在慈禧太后逝世後登基成為清朝皇帝，並由父親載灃擔任監國攝政王。
- 1917年：俄罗斯与同盟國于布列斯特签署停战协议。
- 1929年：古生物学家裴文中在北京周口店发现了首个中国旧石器时代猿人头盖骨化石，被称为“北京猿人”。
- 1939年：紐約的拉瓜地亞機場正式啟用。
- 1941年：大日本帝國通知其盟友意大利王國，日美兩國將會開戰。
- 1942年：美國物理學家恩里科·費米在芝加哥大學建造曼哈頓計劃中的首座核子反應爐。
- 1943年：第二次世界大戰：納粹德國空軍在義大利巴里對盟軍船隻進行突襲空襲，導致28艘船隻沉沒，並釋放了一艘船上的芥子毒氣秘密貨物。
- 1956年：菲德尔·卡斯特罗、切·格瓦拉和80名七二六运动的成员乘坐格拉玛号游艇在古巴东海岸登陆。
- 1959年：法國马尔帕塞拱坝發生坍塌，釀成423人死亡事故。
- 1961年：在一次的全國演說中，古巴領導人菲德尔·卡斯特罗宣稱他是馬列主義者，並且古巴將採用共產主義。
- 1961年：韓國文化廣播公司創立。
- 1970年：美国国家环境保护局成立。
- 1971年：阿拉伯联合酋长国正式宣布成立。
- 1971年：前苏联火星3号探测器首次在火星表面软着陆成功。
- 1975年：武裝組織巴特寮成功迫使寮王國國王西薩旺·瓦達納退位，從而建立寮人民民主共和國。
- 1976年：菲德尔·卡斯特罗取代總統奧斯瓦爾多·托拉多，成為國家元首，廢除總統制，任古巴國務委員會主席。
- 1988年：正式就任巴基斯坦總理，成為穆斯林世界首位女性政府首腦。
- 1989年：马来亚共产党与马来西亚政府在泰国签订《1989年合艾条约（英语：Peace Agreement of Hat Yai 1989）》，结束长达21年的马来亚共产党革命。
- 1990年：兩德統一後舉行首次全德選舉，基督教民主聯盟同時在東、西德取得壓倒性勝利。
- 1991年：蘋果電腦推出第一代的QuickTime。
- 1993年：美国国家航空航天局发射奮進號太空梭，前往进行哈勃空间望远镜的维修工作。
- 1999年：英國將北愛爾蘭的政治權力轉移到北愛爾蘭行政院。

### 21世紀
- 2001年：在披露違反會計規定不到兩個月後，總部位於美國德克薩斯州的能源公司安隆公司申請破產保護，蒸發了股東近110億美元的財富。
- 2005年：微軟的Xbox 360正式在歐洲上市。
- 2007年：香港九廣鐵路網絡與地鐵網絡合併，而地鐵公司則改名為港鐵公司，負責營運合併後的港鐵網絡。
- 2010年：陳水扁因龍潭購地案和陳敏薰人事案被判三審定讞而從台北看守所發監至桃園龜山的台北監獄服刑。
- 2013年：嫦娥三号登月探测器于西昌卫星发射中心发射。
- 2018年：《聯合國氣候變化綱要公約》第24屆締約方會議召開。
- 2019年：《聯合國氣候變化綱要公約》第25屆締約方會議召開。
- 2022年：诺斯洛普·格鲁门公布新一代远程轰炸机B-21突襲者，为美军30年来首款轰炸机。

## 出生
- 503年：梁简文帝，南梁皇帝（551年逝世）
- 1738年：理查德·蒙哥马利，愛爾蘭裔美國独立戰争大陸軍少將（1775年逝世）
- 1759年：詹姆斯·愛德華·史密斯，英國植物學家（1828年逝世）
- 1760年：約翰·布雷肯里奇，美國政治人物，第5任美國司法部長（1806年逝世）
- 1817年：何塞·马莫尔，阿根廷小說家、詩人、記者、政治人物（1871年逝世）
- 1817年：島津久光，日本政治人物（1887年逝世）
- 1825年：佩德罗二世，巴西帝國末代皇帝（1891年逝世）
- 1827年：威廉·伯吉斯，英國建築師、設計師（1881年逝世）
- 1846年：皮埃爾·瓦爾德克-盧梭，法國總理（1904年逝世）
- 1859年：喬治·秀拉，法國後印象派、点彩画派代表畫家（1891年逝世）
- 1874年：早田文藏，日本植物學家（1934年逝世）
- 1881年：海因里希·巴克豪森，德國物理學家（1956年逝世）
- 1885年：喬治·邁諾特，美國醫學家，1934年諾貝爾生理學或醫學獎得主（1950年逝世）
- 1899年：約翰·巴比羅利，英國指揮家、大提琴演奏家（1970年逝世）
- 1897年：霍夫漢内斯·巴格拉米扬，蘇聯元帥（1982年逝世）
- 1897年：路易·艾黎，新西蘭作家（1987年逝世）
- 1915年：三笠宮崇仁親王，日本皇族（2016年逝世）
- 1923年：瑪麗亞·卡拉絲，美國籍希臘女高音歌唱家（1977年逝世）
- 1924年：亚历山大·黑格，美國政治人物，第59任美國國務卿（2010年逝世）
- 1925年：朱莉·哈里斯，美國女演員（2013年逝世）
- 1930年：蓋瑞·貝克，美國經濟學家，1992年諾貝爾經濟學獎得主（2014年逝世）
- 1931年：初見良昭，日本武術家
- 1934年：塔尔奇西奥·贝尔托内，義大利籍天主教主教級樞機
- 1936年：山崎努，日本男演員
- 1939年：哈里·瑞德，美國政治人物，前任參議院少數黨領袖（2021年逝世）
- 1942年：詹三原，臺灣畫家（2021年逝世）
- 1943年：王滿嬌，台灣女演員
- 1943年：韋恩·艾拉德，美國政治人物
- 1944年：易卜拉欣·鲁戈瓦，科索沃政治人物，首任科索沃總統（2006年逝世）
- 1946年：，義大利服裝設計師，創辦人（1997年逝世）
- 1949年：池田秀一，日本男性聲優
- 1950年：李鳳英，香港政界人物
- 1953年：鍾發，香港男演員
- 1954年：龍樹諒，日本漫畫家
- 1955年：丹尼斯·克里斯托弗，美國男演員
- 1956年：愛德華·菲茨蘭-霍華德，英國貴族，第十八代諾福克公爵
- 1959年：博曼·伊蘭尼，印度男演員
- 1959年：細野不二彥，日本漫畫家
- 1959年：林易增，台灣棒球教練
- 1962年：莫少聰，香港演員
- 1963年：維塔利·曼斯基，俄羅斯導演
- 1964年：張家輝，香港男演員
- 1965年：辜仲瑩，臺灣企業家
- 1968年：劉玉玲，臺裔美國女演員
- 1969年：代尼斯·馬克多納，第26任白宮幕僚長
- 1970年：崔成國，韓國男演員
- 1971年：吉崎觀音，日本漫畫家，代表作《KERORO軍曹》
- 1971年：史蘭芽，中國女演員
- 1971年：弗朗切斯科·托爾多，退役義大利足球運動員
- 1973年：格拉汉姆·卡瓦纳吉，愛爾蘭足球運動員、教練
- 1973年：莫妮卡·莎莉絲，匈牙利裔美國籍女子職業網球運動員，九屆大滿貫冠軍得主
- 1973年：扬·乌尔里希，退役德國職業自行車運動員
- 1975年：何美鈿，中國女演員
- 1975年：友永朱音，日本女性聲優
- 1976年：後藤正文，日本音樂家，搖滾樂團亞細亞功夫世代主唱兼吉他手
- 1977年：西雅邦加·诺姆维特，南非職業足球運動員
- 1977年：張尉，中國羽毛球運動員
- 1978年：，美國職業籃球運動員
- 1978年：杰森·科林斯，美國職業籃球運動員
- 1978年：妮莉·費塔朵，葡萄牙裔加拿大女歌手、歌曲創作者、演員
- 1978年：彼得·莫伊蘭，美國職棒大聯盟亞特蘭大勇士隊後援投手
- 1979年：薩比娜·巴巴葉瓦，亞塞拜然歌手
- 1979年：張詩盈，臺灣女演員
- 1979年：伊芳·卡特菲，德國歌手、演員、電視主持人
- 1980年：錢泳辰，中國男演員
- 1981年：布蘭妮·斯皮爾斯，美國歌手、藝人，跨世紀首席樂壇天后
- 1981年：，克羅埃西亞職業足球運動員
- 1983年：阿隆·羅傑斯，美國美式足球運動員
- 1983年：殷琦，台灣模特兒
- 1984年：鄭允鶴，韓國男歌手，偶像團體超新星隊長
- 1984年：馬林娜·維亞佐夫斯卡，烏克蘭數學家
- 1985年：阿莫里·勒沃，法國游泳運動員
- 1986年：，英國足球運動員
- 1986年：周婕妤，臺灣花式撞球運動員
- 1987年：朱晨麗，香港演員
- 1988年：阿爾弗雷德·伊諾奇，英國男演員
- 1988年：譚佑銘，中國男歌手、演員、主持人
- 1989年：山村和也，日本職業足球運動員
- 1990年：八乙女光，日本男演員、歌手
- 1991年：查理·普斯，美國流行歌手
- 1991年：金佳英，韓國女歌手
- 1992年：王嘉，中國男演員
- 1992年：金在勳，韓國男演員、歌手
- 1993年：石田晴香，日本女子偶像團體AKB48成員
- 1994年：千眼美子，日本演員、偶像
- 1995年：水瀨祈，日本女性聲優、歌手、演員
- 1996年：車允智，韓國女歌手
- 1996年：山姆·科斯格羅夫，英格蘭職業足球運動員
- 1997年：權純雨，韓國男子網球運動員
- 1998年：朱斯·沃爾德，美國饒舌歌手（2019年逝世）
- 1998年：藪下柊，日本女子偶像團體NMB48成員
- 1998年：安娜麗絲·巴索，美國女演員
- 1999年：凱爾文·基普圖姆，肯亞男子田徑運動員（2024年逝世）
- 1999年：佛列德·海辛爾，美國男演員
- 2004年：伊利亞·馬里寧，美國男子花式滑冰運動員
- 2009年：夏天，台灣童星

## 逝世

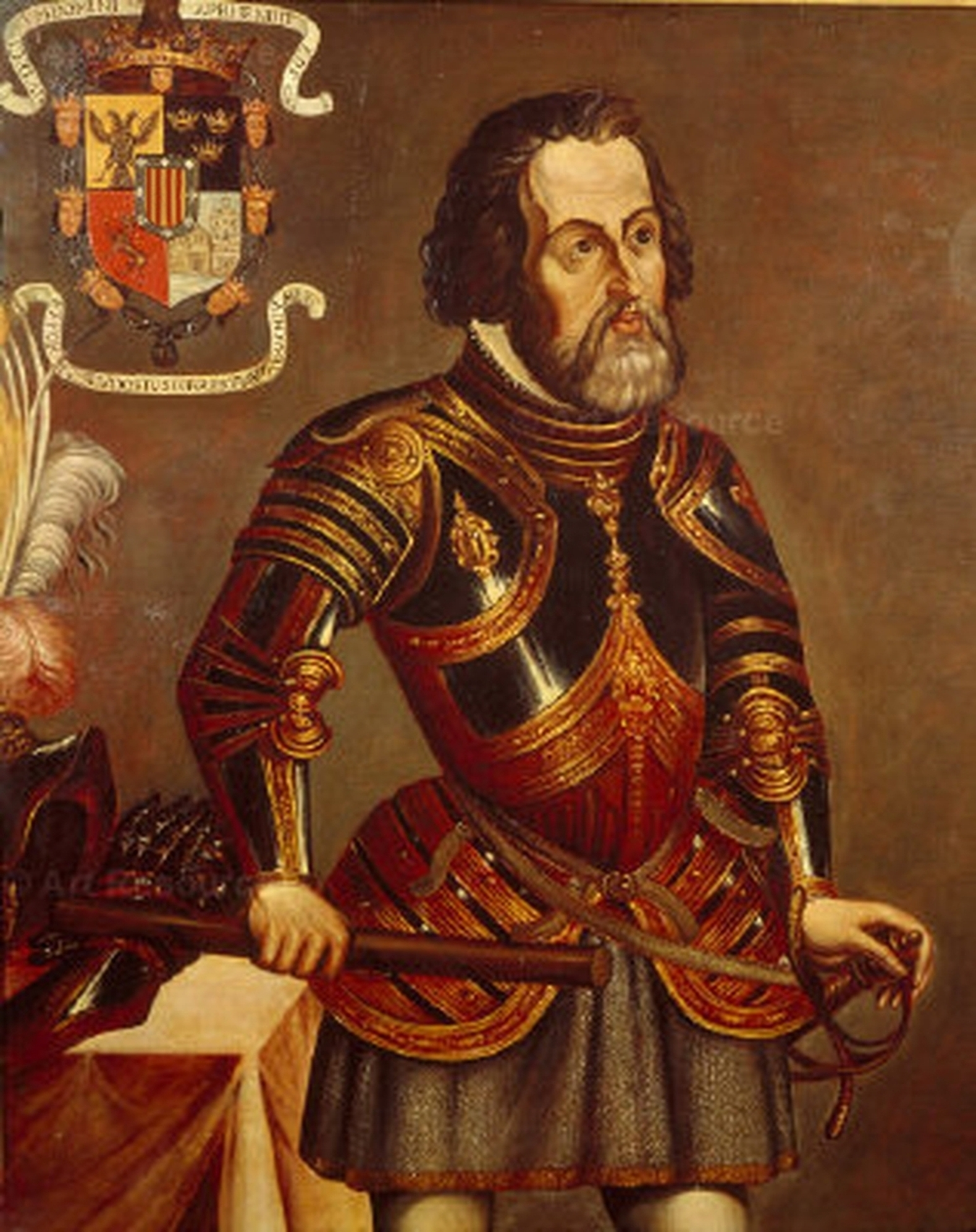
埃尔南·科爾特斯

- 930年：楚武穆王马殷，五代十国马楚开国君主（852年出生）
- 1348年：花園天皇，日本第95代天皇（1297年出生）
- 1510年：穆罕默德·昔班尼，烏茲別克汗國可汗（1451年出生）
- 1547年：埃尔南·科尔蒂斯，南美洲的西班牙殖民者（1485年出生）
- 1723年：腓力二世，法國王室成員，奧爾良公爵（1674年出生）
- 1814年：薩德侯爵，法國哲學家、作家、政治人物（1740年出生）
- 1849年：薩克森-邁寧根的阿德萊德，英國王后（1792年出生）
- 1859年：约翰·布朗，美国反对黑人奴隶制的代表（1800年出生）
- 1881年：燕妮·马克思，马克思夫人（1814年出生）
- 1892年：傑伊·古爾德，美國鐵路開發商、投資者（1836年出生）
- 1963年：佛伊泰克，隸屬於波蘭流亡政府第2兵團第22砲兵運補連正式編制內的敘利亞棕熊（1942年出生）
- 1966年：白崇禧，國民革命軍上将（1893年出生）
- 1969年：伏罗希洛夫，苏联元帅（1881年出生）
- 1972年：葉問，中國武術家（1893年出生）
- 1987年：唐·埃斯利，美國太空人（1930年出生）
- 1990年：阿隆·科普蘭，美國古典音樂作曲家、指揮家、鋼琴家（1900年出生）
- 1993年：，哥倫比亞毒販、毒品恐怖份子（1949年出生）
- 2000年：卞之琳，中国诗人及文学评论家（1910年出生）
- 2005年：阮祥雲，澳洲籍越南裔毒贩（1980年出生）
- 2007年：李富胜，中国足球运动员（1953年出生）
- 2009年：平山郁夫，日本画家及教育家（1930年出生）
- 2011年：長谷川千代乃，日本超級人瑞（1896年出生）
- 2014年：李妍智，韓國女歌手（1988年出生）
- 2018年：林安迪，台灣男演員（1961年出生）
- 2019年：张振先，中国人民解放军中将（1927年出生）
- 2020年：瓦萊里·吉斯卡爾·德斯坦，法國經濟學家、政治家，第20任法國總統，被譽為「歐盟憲法之父」、「現代歐元之父」（1926年出生）
- 2022年：郭黛姮，中國建築師（1936年出生）
- 2024年：童祥苓，中國京劇表演藝術家（1935年出生）
- 2024年：劉家昌，臺灣作曲家、填詞人、歌手、電影導演、演員（1941年出生）

## 节假日和习俗
- 廢除奴隸制國際日
- 阿联酋：国庆节
- ：国庆节
- 古巴：军人节
- 中国：全國交通安全日